# Être le premier
Être le premier (укр. Бути першим) — пісня Жана-Жака Ґольдмана, написана 1982 році. Вийшла в рамках вже його сольного проекту, в другому студійному альбомі «Minoritaire».

## Про пісню
Класичний французький шансон композиції «Être le premier» з елементами американського кантрі урізноманітнили другий альбом Жана-Жака. Пісню про першопрохідців (в політиці, культурі, в суспільстві) переспівали кілька французьких виконавців і сам автор.

## Фрагмент пісні
Фрагмент пісні (другий куплет):
Pourtant, elle est en lui cette force immobile

Qui le pousse en avant, l'empêche de dormir

Toujours vers l'effort à côte des plaisirs

Jusqu'à l'obséder par cet unique mobile

Pour être le premier, pour être le premier

Pour arriver là-haut, tout au bout de l'échelle

Comme ces aigles noirs qui dominent le ciel

Pour être le premier, pour être le premier

Pour goûter le vertige des hautes altitudes

Le goût particulier des grandes solitudes

Pour être le premier